# Carlo Pavesi
Carlo Pavesi (ur. 10 czerwca 1923 w Vogherze, zm. 24 marca 1995 w Mediolanie) – włoski szpadzista, czterokrotny mistrz olimpijski i wielokrotny medalista mistrzostw świata.
Na igrzyskach olimpijskich w Helsinkach w 1952 roku wspólnie z Edoardo Mangiarottim, Dario Mangiarottim, Giuseppe Delfino, Franco Bertinettim i Roberto Battaglią zdobył drużynowo złoty medal. Indywidualnie zajął tam szóste miejsce. Na rozgrywanych cztery lata później igrzyskach olimpijskich w Melbourne wywalczył indywidualnie złoty medal. W rundzie finałowej, w barażach o złoto wygrał trzy z czterech walk, wyprzedzając ostatecznie Delfino i Edoardo Mangiarottiego. Parę dni później razem z Mangiarottim, Delfino, Bertinettim, Giorgio Anglesio i Alberto Pellegrino ponownie zdobył złoty medal. Brał też udział w igrzyskach olimpijskich w Rzymie w 1960 roku, gdzie Włosi w składzie: Edoardo Mangiarotti, Giuseppe Delfino, Carlo Pavesi, Alberto Pellegrino, Fiorenzo Marini i Gianluigi Saccaro zwyciężyli drużynowo. W zawodach indywidualnych tym razem nie startował.
Podczas mistrzostw świata w Monte Carlo w 1950 roku wspólnie z Giorgio Anglesio, Edoardo Mangiarottim, Fiorenzo Marinim i Giuseppe Delfino zdobył złoty medal w zawodach drużynowych. W tej samej konkurencji Włosi z Pavesim w składzie zdobywali też złote medale na mistrzostwach świata w Brukseli (1953), mistrzostwach świata w Luksemburgu (1954), mistrzostwach świata w Rzymie (1955), mistrzostwach świata w Paryżu (1957) i mistrzostwach świata w Filadelfii (1958). Ponadto zdobył trzy medale w zawodach indywidualnych: srebrne na MŚ 1951 i MŚ 1954 (w obu przypadkach plasując się za Edoardo Mangiarottim) oraz brązowy na MŚ 1955 (za Giorgio Anglesio i Franco Bertinettim).
W latach 1957 i 1958 zdobywał indywidualne mistrzostwo Włoch.

## Starty olimpijskie
Helsinki 1952
- szpada – złoto w drużynie

Melbourne 1956
- szpada – złoto indywidualnie i w drużynie

Rzym 1960
- szpada – złoto w drużynie